# Die Jerma bei Tran

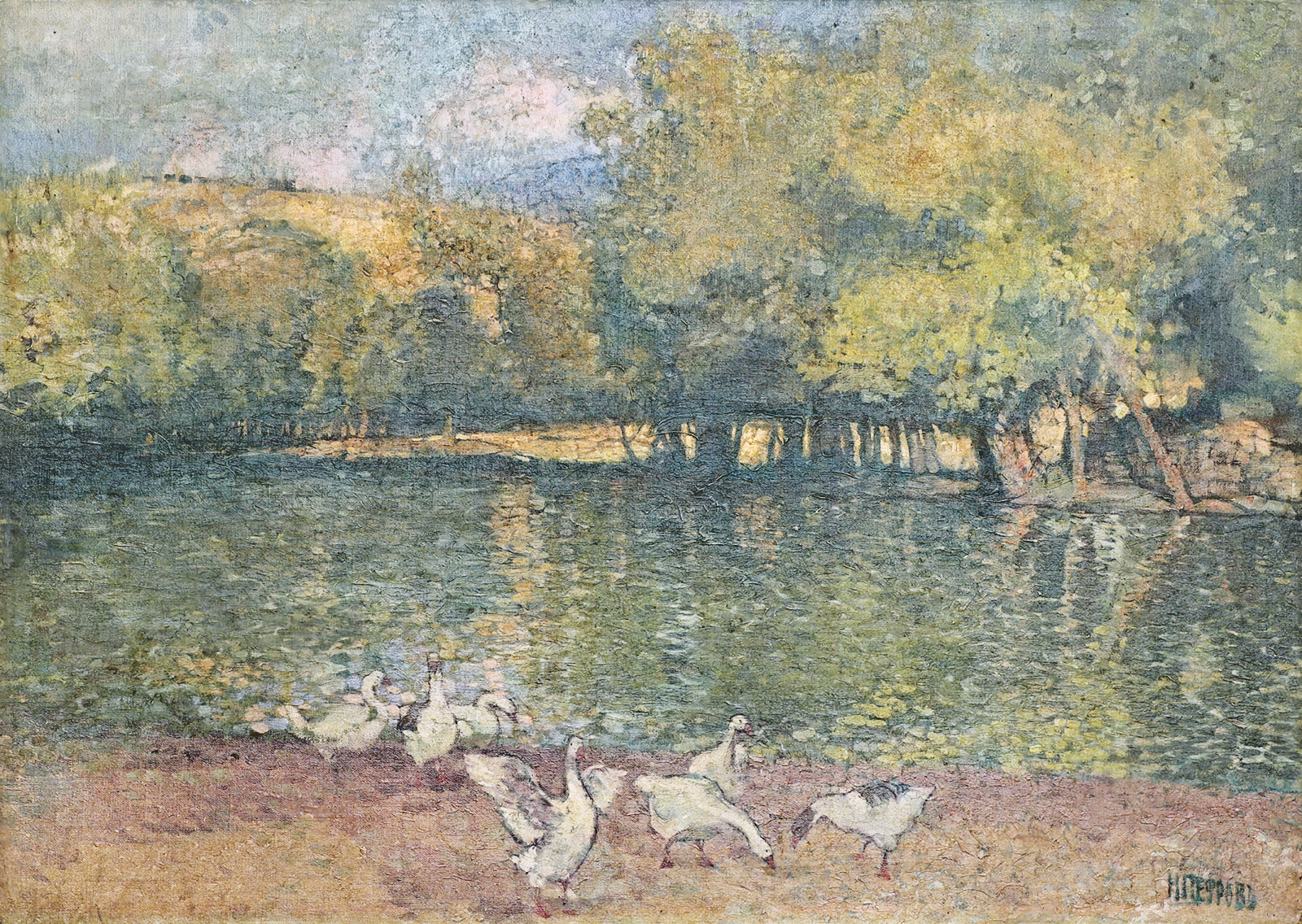
Die Jerma bei Tran – Nikola Petrov

Die Jerma bei Tran (bulgarisch Река Ерма край Трън; Transkription Reka Erma kraj Tran) ist der Titel eines etwa 1910 geschaffenen Gemäldes des bulgarischen impressionistischen Malers Nikola Petrov (1881–1916).
Das Ölgemälde zeigt eine Landschaft des Flusses Jerma nahe der Stadt Tran in Bulgarien. Im Vordergrund ist eine Schar Gänse dargestellt, im Hintergrund einige Bäume.
Das Gemälde hat eine Größe von ca. 68 × 96 cm. 1913 wurde es vom Nationalmuseum in Sofia erworben und ist heute Teil der Sammlung der Nationalen Kunstgalerie.